# Svarttjärnen (Bergsjö socken, Hälsingland)
Svarttjärnen är en sjö i Nordanstigs kommun i Hälsingland och ingår i Gnarpsåns huvudavrinningsområde.